# Свиниця-Крстинська
45°13′ пн. ш. 15°48′ сх. д. / 45.22° пн. ш. 15.80° сх. д.
Свиниця-Крстинська (хорв. Svinica Krstinjska) — населений пункт у Хорватії, в Карловацькій жупанії у складі громади Войнич.

## Населення
Населення за даними перепису 2011 року становило 253 осіб.
Динаміка чисельності населення поселення: